# نیکلاس بووی
نیکلاس بووی (انگلیسی: Nicolas Bovi؛ زادهٔ ۱۱ مارس ۱۹۹۳) بازیکن فوتبال اهل ایتالیا است.
از باشگاه‌هایی که در آن بازی کرده‌است می‌توان به باشگاه فوتبال کالیاری، باشگاه فوتبال رجانا، و باشگاه فوتبال ارورا پرو پاتریا ۱۹۱۹ اشاره کرد.